# Моронг (гмина)
Моронг (пол. Morąg) — городско-сельская гмина (волость) в Польше, входит как административная единица в Острудский повет, Варминьско-Мазурское воеводство. Население — 24590 человек (на 2018 год). В 1975—1998 годы административно относилось к Ольштынскому воеводству. Гмина находится в западной части Bарминско-Mазурского воеводства, на Илавском поозерье.

## Демография
| Перепись                       | Всего   | Всего | Женщины | Женщины | Мужчины | Мужчины |
| ------------------------------ | ------- | ----- | ------- | ------- | ------- | ------- |
| Единицы                        | человек | %     | человек | %       | человек | %       |
| Население                      | 24 998  | 100   | 12 695  | 50,8    | 12 303  | 49,2    |
| Плотность населения (чел./км²) | 80,5    | 80,5  | 40,9    | 40,9    | 39,6    | 39,6    |

## Сельские округа
1. Антонево: деревни Антонево и Шиманово
2. Богачево: деревни Богачево и Звежинец
3. Боженцин: деревня Боженцин
4. Брамка: деревни Брамка, Пилонг, Силин и Завроты
5. Вильново: деревни Вильново, Люсайны-Мале и Кадзянка
6. Губиты: деревня Губиты
7. Гульбиты: деревни Гульбиты, Ворыты-Моронске и Ворытки
8. Ендрыхувко: деревни Ендрыхувко, Кудыпы и Воля-Кудыпска
9. Жаби-Руг: деревня Жаби-Руг
10. Злотна: деревни Злотна, Божимово и Збожне
11. Кальник: деревни Кальник, Кемпа-Кальницка, Прентки и Дворек
12. Кретовины: деревня Кретовины
13. Крулево: деревня Крулево
14. Крушевня: деревни Дуры и Крушевня
15. Лончно: деревня Лончно
16. Малиняк: деревня Малиняк
17. Марково: деревня Марково
18. Небжидово-Вельке: деревни Небжидово-Вельке и Небжидово-Мале
19. Новы-Двур: деревни Новы-Двур и Обухово
20. Рай: деревни Любин и Рай
21. Рольново: деревни Рольново, Камёнка, Анин и Доброцинек
22. Русь: деревни Бялка и Русь
23. Слонечник: деревни Слонечник, Бартенжек, Просьно, Венеция, Щуплинки и Можевко
24. Стружина: деревни Стружина и Стабуники
25. Тонтлавки: деревни Тонтлавки и Рогово
26. Хойник: деревня Хойник
27. Юрки: деревни Юрки, Юрецки-Млын и Плебаня-Вулька

## Соседние гмины
1. Гмина Годково
2. Гмина Лукта
3. Гмина Малдыты
4. Гмина Милаково
5. Гмина Миломлын
6. Гмина Пасленк
7. Гмина Свёнтки